# Diho
Diho, właściwie Jakub Milewski (ur. październik 1985 w Niemodlinie) – polski raper, malarz graffiti i autor tekstów.

## Życiorys
Jakub Milewski urodził się w 1985 roku w Warszawie na Woli. Jako nastolatek zajmował się graffiti, w 2001 roku razem z kolegą Rollexem założył grupę graffiti pn. MTA. Następnie był grafficiarzem w ekipie CNB'S & GGG'S, której prace prezentowały takie czasopisma, jak "Brain Damage" czy "Slizg".
W 2004 roku nawiązał znajomość z raperem Starem, a następnie wyjechał do USA by zostać jego hypemanem. W 2005 roku uczestniczył w projekcie DSOB, gdzie pracował jako realizator i producent muzyki. Jako uczestnik tej grupy wydał album Muszę oddychać. Na początku swojej kariery w Polsce wydał "Nielegal Lepszy Od Trzech Buchów". Po kilku latach zaczął współprace z raperem Sentino, z którym wspólnie stworzył wytwórnię GMLL. Około 2008–2009 roku był członkiem formacji Osiedle Twórców, z którą stworzył sześć płyt. W 2010 roku wydał album Diho RaZ, a w 2015 – Do odcięcia. Dzięki płycie Naaajak (2016) przeszedł do mainstreamu. W 2020 roku wystąpił gościnnie w utworze „Rundki” Malika Montany, który otrzymał status podwójnej platyny.

## Dyskografia[11]

### Albumy
- 2005: Muszę oddychać
- 2010: Diho RaZ
- 2015: Do odcięcia
- 2016: Grand Lever
- 2016: Naaajak (oraz Malik Montana)
- 2019: Orangutan, Vol. 07
- 2023: Morda nie szklanka[12] – platynowa płyta[13]
- 2024: Wiceprezes

### Single
- 2007: „Darkside Anthem”
- 2010: „Szampana do ręki” (gośc. Sentino)
- 2016: „Naaajak” (oraz Malik Montana)[14] – platynowa płyta[13]
- 2019: „Nastula”
- 2019: „Grube i chude”
- 2019: „Frugo”
- 2019: „Lewandowski”
- 2021: „Szyby” (gośc. Alberto, Bibič, Josef Bratan) – platynowa płyta[13]
- 2021: „Antonio Banderas” (gośc. Josef Bratan)[15] – złota płyta[16]
- 2022: „Facetime” (oraz Kaz Bałagane)[17] – złota płyta[16]
- 2022: „No to cyk”[18] – złota płyta[16]
- 2022: „Nowiutki mercedes”
- 2022: „Polak”
- 2022: „Więcej”
- 2022: „Bleeh”
- 2022: „Przy aparaturze”
- 2023: „Wielka szkoda” (oraz Fagata)[19] – złota płyta[16]
- 2023: „Ten tego”
- 2023: „Denaturat”[20]
- 2023: „Gaz i benzyna” (oraz Malik Montana, Francuz Mordo, Kazar, NATE, Kazior, Kronkel Dom, Josef Bratan, Alberto)[21] – złota płyta[16]

### Gościnne występy
- 2013: Stan Wyjątkowy – Radiotechnik
- 2014: Knife 2 a Gun Fight – Sentino
- 2014: Tempo – Sentino
- 2014: Mickey Rourke – Sentino
- 2014: Zabójstwo Liryczne – Sentino
- 2014: Licze Ten Hajs – Sentino
- 2015: Gomorra – Sentino
- 2015: Swój sen – Sentino
- 2015: Zabij się – Sentino
- 2015: Ta droga – Sentino
- 2015: Nieodebrane – Sentino
- 2018: Sięgamy do gwiazd – Toony
- 2020: Oni albo ja – Sentino
- 2020: El Dorado – Sentino
- 2020: Jeszcze raz – Sentino
- 2020: Rundki – Malik Montana – 2× platynowa płyta[10]
- 2021: Gupia Maupa – Adi Nowak
- 2022: Bad Trip – Apollo13
- 2022: Nowiutki Mercedes – Adam Graf